# Lucio Annio Fabiano (console 201)
Lucio Annio Fabiano (latino: Lucius Annius Fabianus; fl. 201) è stato un politico romano di età imperiale.
Probabilmente Fabiano era originario di Cesarea in Mauretania Caesariensis, ed era forse imparentato con la gens patrizia degli Annii. Il suo nonno omonimo era stato console suffetto nel 141.
Nel 201 Fabiano tenne il consolato con Marco Nonio Arrio Muciano come collega.